# Овоїди

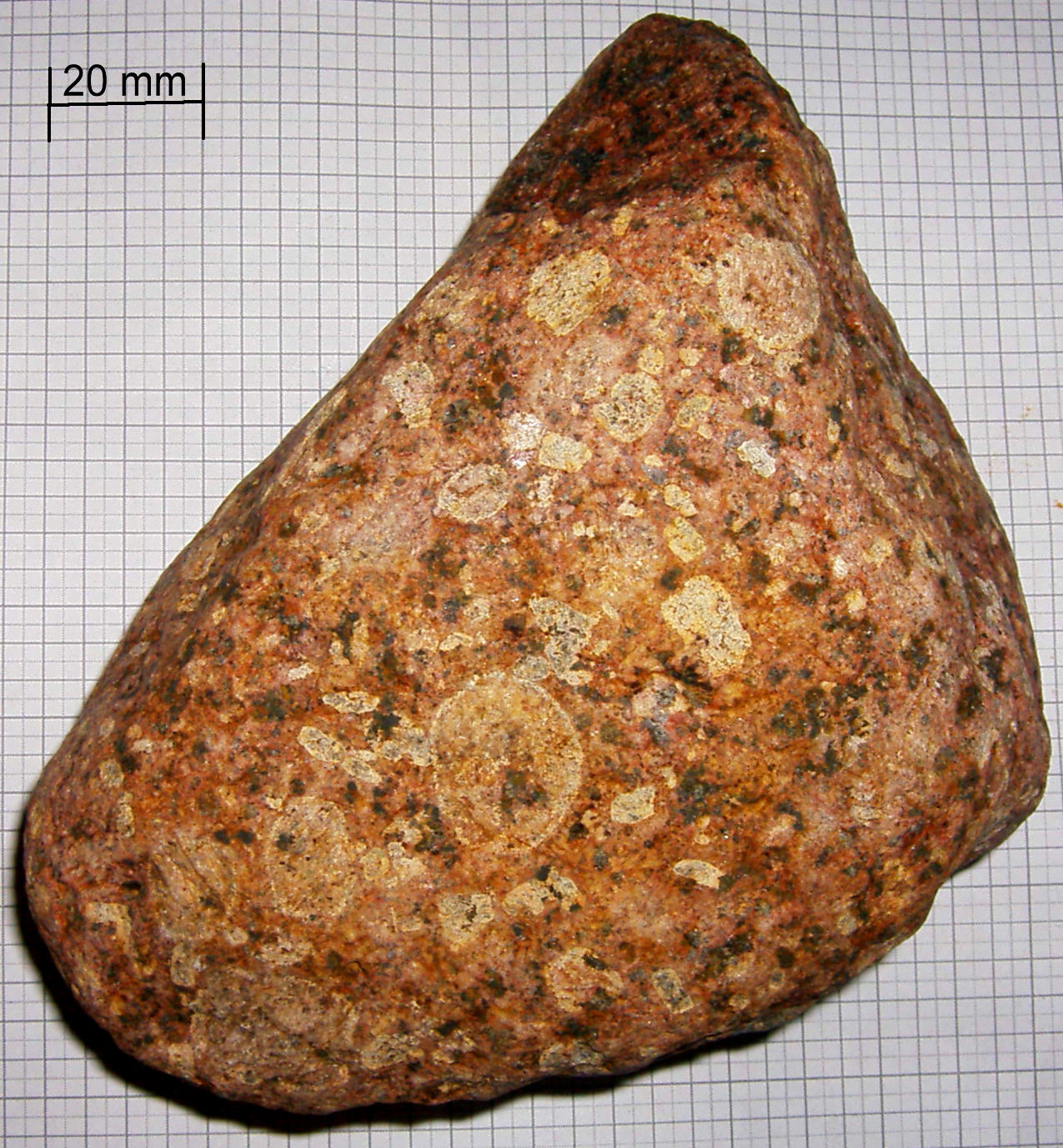
Офоїди у рапаківі

Овоїди — кулясті утворення (оолітові зерна), які є істотною складовою частиною оолітових вапняків і мають особливу структуру завдяки своєму рослинному походженню.
Від грецьк. «оон» — яйце.